# اتحاد مدربي الغوص المحترفين
اتحاد مدربي الغوص المحترفين (Professional Association of Diving Instructors اختصاراً PADI)، والبعض يدعوها (النقابة المهنية لمدربي الغوص)، هي أكبر منظمة لتدريب غوص السكوبا الترفيهي في العالم تأسست عام 1966م من قبل جون كرونين ورالف إريكسون. كان كرونين مدرب في منظمة NAUI في الاصل والذي قرر تشكيل منظمة خاصة مع اريكسون وتشكيل دورات للغوص تقوم على أساس موحد عالميا آنذاك.
تنقسم دورات بادي إلى عدة مستويات مثل غواص السكوبا وغواص المياه المفتوحة إلى ماستر سكوبا دايفر أو كبير غواصين. ويوجد لكل مستوى شهادة ورخصة خاصة تعطى للمتدرب لتتيح له الغوص بأي مكان في العالم. كما تحتوي على دورات لمحترفي الغوص مثل مرشدي الغوص والمدربين إلى مدرب مدربين.
كما أن ببادي مجموعة من الشهادات والدورات التي تعطى لغوص العلوم والتكنولوجيا (الغوص التقني) DSAT بما في ذلك الغوص العميق وغوص خليط الغازات الثلاثي تريمكس.
و يتكون نظام تعليم بادي من مراحل موحدة تنقسم إلى نظرية وعملية لتنمية المهارات، وتكون الدراسة النظرية عن طريق الكتب الخاصة ببادي أو DVD أو عن طريق التعلم عبر الإنترنت وكل من الحالات السابقة تسمى بالدراسة الذاتية. حيث يقوم الطالب بدراسة المنهج النظري ثم يقوم المدرب بشرح بسيط في الفصل وعمل الاختبارات. للتأكيد على فهم الطالب للمنهج الدراسي. ثم يتم شرح المهارات العملية من قبل المدرب في ما يسمى بالمياه المحصورة أو المسبح قبل التطبيق العملي في البحر ويتعبر المسبح أيضاً من مهارات عملية. تلك المهارات مبنية على منهج موحد في جميع دورات بادي حول العالم ويتم شرحها وعرضها من قبل مدرب بادي.و بعد اتقان الطالب للمهارات في المياه المحصورة يتم الانتقال إلى ما يسمى بالمياه المفتوحة (البحر). وعند الانتهاء من كل دورة يتم إصدار شهادة للطالب.
تكون دورات بادي قائمة على مستوى الأداء للغواص والتأكيد على مستوى المعرفة العلمية والسلامة والمهارات الحركية. كما يوجد دراسات لتوضيح اسس علم وظائف الأعضاء والفيزياء وعلاقة ذلك بالغوص ويتم دراسة تلك الاسس بشكل مفصل عند الدخول في دورات بمستويات عالية مثل دورات مرشد الغوص التي تعتبر من دورات بادي الاحترافية.
بادي هي عضو في المجلس العالمي للتدريب الغوص الترفيهي (World Recreational Scuba Training Council).

## حجم المنظمة
تدير بادي مكاتب في أستراليا، كندا، سويسرا، اليابان، السويد، المملكة المتحدة، وأميركا. ويقع مقر الشركة الرئيسة في ولاية كاليفورنيا في الولايات المتحدة الأمريكية. وتخدم مكاتب بادي أكثر من 130,000 من الأعضاء الفردية حول العالم وأكثر من 5,300 من المنتجعات في أكثر من 180 بلد وإقليم. كما أن مواد بادي التعليمية متوفرة بأكثر من 26 لغة منها اللغة العربية.
تشير إحدى الإحصائيات إلى أن بادي تصدر حوالي 950,000 شهادة غوص سنوياً منها حوالي 550,000 من شهادات المستويات الابتدائية. وعلى مر السنين أصبحت بادي اسم بارز في صناعة الغوص. تشير بعض الإحصائات على الإنترنت انه في عام 2007 كان 70% من الغواصين في الولايات المتحدة و 55% من الغواصين في العالم يحملون شهادات معتمدة من منظمة بادي ولكن لايوجد إلى الآن مصدر موثوق للبيانات والإحصائيات على مستوى صناعة الغوص لجميع المنظمات ويجب عدم الاعتماد على هذه الاحصائية كدليل على مستوى بادي الحالي في صناعة الغوص. ولكن من بين المنظمات الأخرى تعتبر بادي الأولى من ناحية الانتشار والشهرة في صناعة الغوص.

## دورات بادي

نظام التدريب من PADI

يوجد لدى بادي عدة دورات وبرامج لتعليم الغوص الترفيهي كما يوجد برامج ودورات خاصة للأطفال. في دورات بادي للغوص هناك عدة مستويات ويمكن للغواص الوصول لمستوى معين عند حصولة على رخصة تفيد بأنه قد تجاوز المستوى الذي يسبقه. وفي كل مستوى يتعلم الطالب أمور متقدمة عن المستوى السابق كما أن هناك برامج ودورات للمراحل الاحترافية ببادي والتي يمكن الوصل لها بعد تجاوز عدة دورات وتسجيل عدد معين من الغوصات.و تقدم بادي أيضاً العديد من دورات التخصصات في الغوص والتي هي عبارة عن دورة يتدرب فيها الطالب على تخصص معين من تخصصات الغوص.

### الدورات بالترتيب
دورة غواص المياه المفتوحة
دورة غواص المياه المفتوحة المتقدم
دورة غواص الإنقاذ
برنامج كبير الغواصين

### الدورات الاحترافية
دورة مرشد غوص (دايف ماستر)
دورة مساعد مدرب
دورة مدرب مياه مفتوحة
دورة مدرب تخصصات
دورة مدرب كبير غواصين
دورة IDC Staff Instructor
دورة Master Instructor
دورة مدرب مدربين

### التخصصات
غوص المرتفعات
Project AWARE
غوص القوارب
غوص الأعماق
مركبة دفع الغواص
الغوص الانجرافي
غوص البدل الجافة
الغوص المتعدد الأعماق
الغوص الليلي
الطفو المثالي
البحث والانتشال
غواص البيئة البحرية
الملاحة تحت الماء
التصوير الفوتوغرافي تحت الماء
تصوير الفيديو تحت الماء
غوص حطام السفن
الغوص بالهواء المخصب (نيتروكس)
غوص الكهوف
تخصص معطي أكسجين الطوارئ
المحافظة على الشعاب
التعرف على الأسماك
يمكن البدء في التخصصات بعد تجاوز دورة المياه المفتوحة أو دورة المياه المفتوحة المتقدم. كما يوجد العديد من برامج التخصصات في الغوص.

## انتقادات وتهم
في عام 2006 واجهت بادي انتقادات حادة من قبل قاضي محكمة الوفيات في المملكة المتحدة وذلك لتوفير ما اعتبره الخبراء تدريبات قصيرة وغير كافية. لم يذكر ممثل بادي أي ادلة أثناء التحقيق ولكن في ما بعد أصدرت بادي رداً على أقوال المدعي بأنه خلال العشر سنوات ومنذ أن لعبت بادي دوراٌ رئيسياً في تدريب الغوص فإن أعداد الحوادث الناتجة عن الغوص قد انخفضت. وعلى الرغم من أن معايير التدريب في بادي تختلف عن المعايير السائدة سابقاُ في المملكة المتحدة بموجب نظام BSAC إلا أن معايير التدريب في بادي تتوافق مع تلك التي في المجلس العالمي لمعايير تدريب غوص السكوبا (World Recreational Scuba Training Council standards).
كما واجهت بادي تهمة وصفتها بأنها منظمة تهدف إلى الربح وبالتالي فإن الهدف من تدريب الغوص في بادي هو تحقيق عوائد تجارية. ولكن بالنظر إلى تعدد منظمات تدريب الغوص المنافسة فلايمكن واقعياً لبادي أن تقوم بتخريب السوق.[بحاجة إلى مصدر]
و من الانتقادات المعتدلة التي تواجهها بادي في بعض الأحيان هي الإفراط في توسيع عملية التدريب والتي تؤول إلى منح أعداد كبيرة من الشهادات المختلفة للمتدرب. بالإضافة إلى الرخص والشعارات المطرزة لأي غواص تعدى مستوى الغواص المتقدم. ومع ذلك تقول بادي أن إدارة الطيران الفيدرالية تقدم نفس المكآفئات وخطة البرامج للمستمرين في التدريب لديها.

## مؤسسات مدمجة مع بادي
EFR وهي اختصار لكلمة (Emergency First Response)و تعني الاستجابة الأولية للطوارئ وهي منظمة مدمجة لبادي تعني بتدريب الأفراد العاديين على الاستجابة الأولية للطوارئ والإسعافات الأولية والإنعاش القلبي الرئوي.
DSAT وهي تقوم بتدريب ما يسمى بغوص العلوم والتكنولوجيا والغوص التقني
CPC وتعني شركة النشر الحالية وتقوم بتطوير برامج العلوم البحرية للمدارس والمستويات التعليمية العليا.

## وصلات خارجية
موقع بادي